# Волык, Сергей Николаевич
Сергей Николаевич Волык — российский военачальник, генерал-майор, заместитель командующего Воздушно-десантными войсками по боевой подготовке.

## Образование
- Рязанское высшее воздушно-десантное командное училище им. Ленинского комсомола (1988)
- Военная академия им. М. В. Фрунзе (1999)
- Военная академия Генерального штаба Вооружённых сил РФ (2010)

## Военная служба
С 1988 по 1996 год проходил службу в 234-м гвардейском парашютно-десантном полку 76-й гвардейской воздушно-десантной дивизии на должностях командира взвода, роты и батальона (г. Псков).
С 1999 по 2001 год начальник штаба — заместитель командира 104-го гвардейского парашютно-десантного полка 76-й гвардейской воздушно-десантной дивизии.
С 2001 по 2003 год — командир 104-го гвардейского парашютно-десантного полка.
С 2003 по 2005 год — командир 119-го гвардейского парашютно-десантного полка 106-й гвардейской воздушно-десантной дивизии (г. Наро-Фоминск).
С 2005 по 2006 год — заместитель командира 106-й гвардейской воздушно-десантной дивизии (г. Тула).
С 2006 по 2007 год начальник штаба — заместитель командира 106-й гвардейской воздушно-десантной дивизии.
С 2007 по 2008 год — командир 31-й гвардейской отдельной десантно-штурмовой бригады (г. Ульяновск).
С 2010 по 2013 год — начальник отдела в управлении боевой подготовки Воздушно-десантных войск.
С 2013 по 2015 год — командир 98-й гвардейской воздушно-десантной дивизии (г. Иваново).
Указом Президента РФ от 21 февраля 2015 года № 91 присвоено воинское звание генерал-майор.
С 2015 по 2016 год — заместитель командующего войсками Центра территориальных войск Южного военного округа. Являлся куратором 1-го армейского корпуса который по данным сайта "Миротворец" вёл боевые действия на Донецком направлении.
С 2016 — заместитель командующего Воздушно-десантными войсками по боевой подготовке.

## Награды
- Орден Суворова
- Орден Жукова
- 2 ордена Мужества
- Орден «За военные заслуги»
- Орден Почёта
- Орден «За службу Родине в Вооружённых силах СССР» 3 степени
- Медаль ордена «За заслуги перед Отечеством» 1 и 2 степеней
- Медаль «За отличие в воинской службе» 2 степени
- Медаль «В память 850-летия Москвы»
- Ведомственные награды Министерства обороны РФ.